# Прва лига Мађарске у фудбалу 1925/26.
Двадесет треће фудбалско првенство у Мађарској је одиграно 1925/26. године. Овај шампионат је био последњи аматерски шампионат и последњи који је био подељен на будимпештанске клубове и клубове изван главног града.

## Преглед
Учествовало је укупно дванаест клубова, ФК Ференцварош је освојио првенство, што му је била девета титула.
Клубови који су се налазили изван Будимпеште су играли у регионалним лигама и шест победника тих лига су играли против два првопласирана тима из Будимпештанске лиге. Утакмице су се играле по нокаут систему и победник тог турнира, ФК Ференцварош, је проглашен прваком Мађарске у фудбалу.
Регионални шампиони су били:
- ФК Нађкањижа
- ФК Дебрецин ВСЦ
- ФК Мишколц ВСЦ
- ФК Сомбатхељ
- ФК Сегедин АК
- ФК Солнок МАВ

### Мађарски шампионат
Четвртфинале:
- ФК Сегедин АК- ФК Сомбатхељ 2:1
- ФК Нађкањижа- ФК Дебрецин ВСЦ 5:3
- Мишколц ВСЦ- ФК Солнок МАВ 6:2
- ФК Ференцварош- прво коло слободан

Полуфинале:
- ФК Ференцварош- ФК Сегедин АК 3:0
- ФК Мишколц ВСЦ- ФК Нађкањижа 6:2

Финале:
- ФК Ференцварош- ФК Мишколц ВСЦ 4:0.

Мађарски фудбалски шампион је постала екипа ФК Ференцварош.

## Табела будимпештанске лиге
| #  | Екипа              | Утакмица | ПБ | НР | ИЗ | ГД | ГП | ГР  | Бодова | Примедба |
| -- | ------------------ | -------- | -- | -- | -- | -- | -- | --- | ------ | -------- |
| 1  | ФК Ференцварош     | 22       | 14 | 5  | 3  | 58 | 24 | +34 | 33     | Шампион  |
| 2  | МТК                | 22       | 12 | 7  | 3  | 52 | 18 | +34 | 31     |          |
| 3  | ФК Вашаш           | 22       | 11 | 7  | 4  | 58 | 47 | +11 | 29     |          |
| 4  | ФК Ујпешт          | 22       | 11 | 5  | 6  | 48 | 29 | +19 | 27     |          |
| 5  | ФК Немзет          | 22       | 6  | 12 | 4  | 27 | 27 | 0   | 24     |          |
| 6  | ФК Кишпешт         | 22       | 8  | 5  | 9  | 47 | 51 | -4  | 21     |          |
| 7  | ФК Трећи округ ТВЕ | 22       | 9  | 3  | 10 | 46 | 56 | -10 | 21     |          |
| 8  | 33                 | 22       | 5  | 8  | 9  | 25 | 33 | -8  | 18     |          |
| 9  | ФК Будимпешта ЕАЦ  | 22       | 5  | 7  | 10 | 31 | 39 | -8  | 17     |          |
| 10 | ВАК                | 22       | 3  | 11 | 8  | 24 | 45 | -21 | 17     |          |
| 11 | ФК Ержебет ТК      | 22       | 4  | 7  | 11 | 23 | 44 | -21 | 15     |          |
| 12 | ФК Тереквеш        | 22       | 3  | 5  | 14 | 31 | 57 | -26 | 11     |          |

УУ = Укупно утакмица; ПБ = Победе; НР = Нерешено; ИЗ = Укупно пораза; ГД = Голова дато; ГП = Голова примљено; ГР = Гол-разлика; Бо = Бодова

## Признања
| Шампион Мађарске у фудбалу 1925/26. |
| ФК Ференцварош 9. титула            |

| Најбољи играч            | Најбољи стрелац                  |
| Михаљ Патаки Ференцварош | Јожеф Такач (29 голова) ФК Вашаш |

### Извор
- Mező Ferenc: Futball adattár.  978-963-7543-58-6.